# Konstal 803N mod.
Konstal 803N mod. – typ tramwaju, który powstawał od 1997 roku w wyniku modernizacji tramwaju 803N w warsztatach przedsiębiorstwa Międzygminna Komunikacja Tramwajowa w Łodzi. Tramwaje tego typu potocznie nazywane są „kanciakami” ze względu na kanciasty kształt czoła i tyłu wagonów.

## Modernizacja
Nadwozie tramwajów 803N poddano gruntownemu remontowi. Pierwotne zaokrąglone czoła wagonów zastąpiono kanciastymi, zbliżonymi wyglądem do tych z tramwajów typu 105Na. Podobnie zmieniono kształt dachu z zaokrąglonego na płaski, co zmniejszyło brudzenie ścian bocznych przez wodę z pyłem z pantografów. Wprowadzono także zmiany w wyposażeniu elektrycznym poprzez wymianę przetwornicy wirowej na statyczną, montaż układu ogrzewania stopni wejściowych, zastąpienie jednego reflektora dwoma. Przeniesienie rezystorów rozruchowych spod podłogi na dach pozwoliło wprowadzić ich chłodzenie naturalne i przez to zmniejszyło hałas. Zastosowano też pantografy połówkowe i sprzęgi chowane. Celem dostosowania tramwajów do liczby osób podróżujących liniami podmiejskimi i poprawy komfortu jazdy, w przedziale pasażerskim zwiększono liczbę miejsc siedzących z 32 do 45, montując nowe wyściełane siedzenia. Dla zmniejszenia wychładzania, przy każdych drzwiach umieszczone zostały przyciski otwierania drzwi przez pasażerów. Oprócz kaset z numerem linii i trasy z przodu i tyłu, umieszczono jedną lub dwie takie kasety po bokach nad oknami. 

## Dostawy
W latach 1997–2005 zmodernizowano 15 tramwajów na typ 803N mod. Jako pierwszy wprowadzono do eksploatacji numer 17 w czerwcu 1997, następnie nr 7 w sierpniu 1998, dalsze w 1999 roku.
| Państwo        | Miasto         | Lata dostaw    | Liczba | Numery taborowe                |       |
| -------------- | -------------- | -------------- | ------ | ------------------------------ | ----- |
| Polska         | Łódź           | 1997–2005      | 15     | 4–8, 11, 13–17, 22, 29, 33, 37 | [ 4 ] |
| Łączna liczba: | Łączna liczba: | Łączna liczba: | 15     |                                |       |

## Wagony historyczne
| Pochodzenie | Numer taborowy | Obecny właściciel | Typ       | Rok produkcji | Historyczny od roku |       |
| ----------- | -------------- | ----------------- | --------- | ------------- | ------------------- | ----- |
| Łódź        | 37             | KMST              | 803N mod. | 1973          | 2012                | [ 5 ] |